# Léontine Massin
Pour les articles homonymes, voir Massin.
Léontine Massin, née le 16 février 1847 à Paris et morte le 20 février 1901 à Saint-Maurice, est une artiste dramatique, femme légère et prostituée qui défraya la chronique durant la fin du XIXe siècle à Paris.

## Biographie

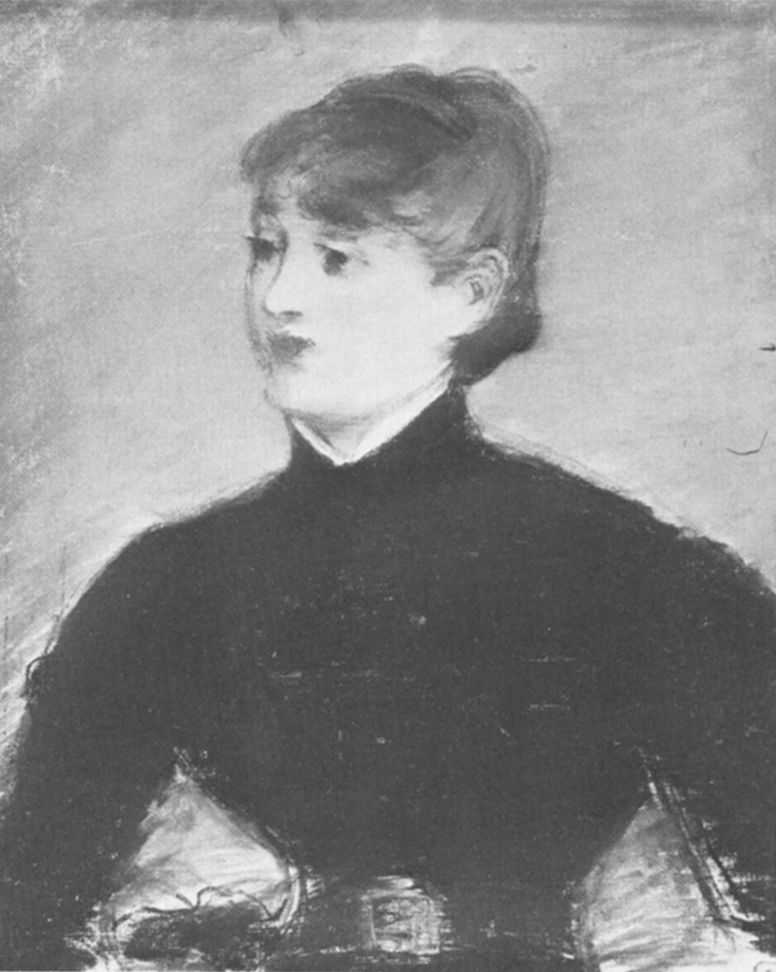
Portrait de Léontine Massin, pastel par Édouard Manet, collection particulière.

Elle serait née dans une famille bourgeoise et aurait eu une éducation « ...dans l'un de ces pensionnats-modèles d'où l'on ne sort que pour épouser un notaire, un avoué ou un huissier... ». Mais elle fugue à treize ans et demi et serait partie sur les planches à Constantinople. Elle revient ensuite à Paris à la tête d'un joli petit pécule, s'engage aux Folies-Marigny mais se fait escroquer par un indélicat. Elle obtient ensuite, en 1865, de petits rôles au Palais-Royal, mais, ambitieuse, elle met à profit ses charmes pour s'établir aussi comme cocotte de luxe. Elle meurt en 1901 dans la misère,.
En 1881, elle est la personnalité à la une du journal satirique Les Contemporains.

## Carrière et frasques
En 1872, elle est compromise, dans l'affaire de la proxénète Bru, dite Piteau au Palais-Royal. Léontine Massin est citée dans Pretty women of Paris paru en 1883, un guide de la prostitution à Paris. Elle aurait eu le futur Edouard VII comme client,.
En 1881, elle crée le rôle de Nana, pièce adaptée par William Busnachau, d'après Émile Zola au théâtre de l'Ambigu, elle semble alors être au sommet de sa carrière, mais « atteinte d'une terrible maladie au moment même où tout semblait lui sourire, elle est paralysée de long mois et disparaît... »